# Scorpius (яхта)
Scorpius — яхта, на якій російсько-український екіпаж в 2011–2012 роках здійснив екстремальне плавання з заходом у високі широти Антарктики та Арктики та обійшов навколо Антарктиди, а також перетнув Бермудський трикутник.
Яхта вийшла з Севастополя 25 вересня 2011 року. Екіпаж планує завершити плавання в Севастополі в 2014.
На 1 вересня 2012 екіпаж яхти побив декілька світових рекордів мореплавання:
- за дальністю заходу в Антарктику в морі Росса до 77-го градуса південної широти,
- за проникненням у високі широти протягом одного календарного року — Антарктида південніше 60-го градуса і Північний полюс у районі 65-70-х градусів,
- за довжиною маршруту — 70 тисяч миль,
- за тривалістю експедиції — 2,5 роки.

## Екіпаж
- Сергій Нізовцев, капітан (Росія)
- Вадим Бородін, боцман (Росія)
- Олександр Стасюкевич, старший механік (Україна)
- Михайло Мороз, механік (Україна)
- Олександр Латишев, матрос (Росія)
- Сергій Бичков, лікар (Росія)
- Людмила Стасюкевич, кок (Україна)

## Конструкція та технічні параметри
- Модель: Jongert 2900
- Дизайнер: Пітер Сіджм
- Рік побудови: 1991
- Довжина: 29.45 м
- Висота щогли: 24.65 м
- Ширина: 6.70 м
- Водотоннажність: 128 тонн
- Матеріал корпусу: сталь
- Матеріал палуби: тік
- Електрогенератор: 24 квт